# Megalobulimus proclivis
Megalobulimus proclivis é uma espécie de gastrópode  da família Megalobulimidae.
É endémica do Brasil.